# 関口義慶二

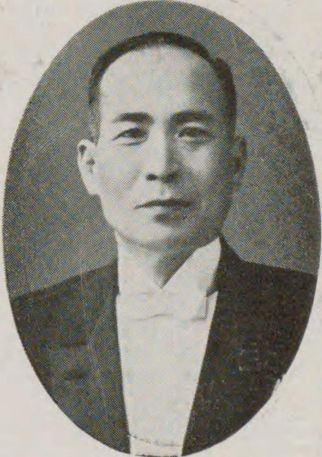
関口義慶二

関口 義慶二（せきぐち ぎけじ、1882年（明治15年）1月4日 - 1945年（昭和20年）2月）は、大正から昭和時代前期の政治家。群馬県桐生市長。

## 経歴・人物
関口玉吉の長男として群馬県邑楽郡高島村に生まれる。1903年（明治36年）3月、群馬県師範学校を卒業後、教員となり、1907年（明治40年）3月、群馬県川場小学校の校長に就任。
ついで、官界に転じ、同県北甘楽郡視学、群馬県属、知事官房主事、碓氷郡長、山田郡長を経て、1925年（大正14年）8月12日に桐生市長に就任。1933年（昭和8年）に桐生火葬場事件の責任を取って一旦辞任したものの、市議会に推されて40日後に再就任し、1940年（昭和15年）5月まで市長を務めた。
1934年（昭和9年）の昭和天皇誤導事件は桐生市で発生した。桐生市に直接の責任はなかったが、桐生市長の関口と桐生市議会議長は謝罪文を発表するとともに、東京の宮内省に出向いて謝罪している。